# Konîk, Zaricine
Konîk (în ucraineană Коник) este un sat în comuna Riciîțea din raionul Zaricine, regiunea Rivne, Ucraina.

## Demografie
Componența lingvistică a localității Konîk
     Ucraineană (100%)
Conform recensământului din 2001, toată populația localității Konîk era vorbitoare de ucraineană (100%).